# Calul Mic (constelație)
Calul Mic (uneori: Mânzul), iar în latină: Equuleus, este o constelație boreală, cea mai mică din această emisferă. Doar Crucea Sudului din emisfera sudică este de mai mică întindere.

## Istorie și mitologie
În ciuda faptului că este de întindere mică și nu are stele semnificative, Calul Mic este totuși una dintre cele 48 de constelații luate în vedere de Ptolemeu în lucrarea sa Almageste.
Constelația l-ar reprezenta, în Mitologia greacă, pe Celeris, fratele mai mic al lui Pegas, pe care Hermes l-a dat lui Castor, sau pe Cyllarus pe care Hera l-a încredințat lui Pollux.

## Observarea stelelor

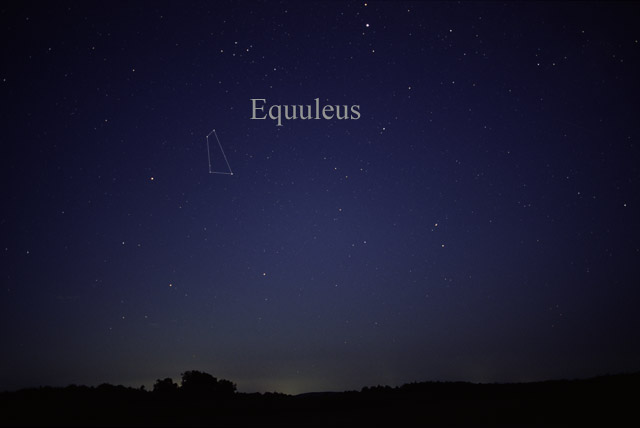
Constelația Calul Mic

### Situarea constelației
Constelația este slabă și este înconjurată de vecini puțin vizibili. Reperarea cea mai simplă constă din plecarea de la Delfinul (care se „ghicește” la nord de figură), constelația cel mai ușor de recunoscut în zonă. Stelele din Calul Mic sunt la vreo zece grade la sud-est de constelația Delfinul.
Se poate repera pornind de la Vărsătorul: cele două stele γ Aqr și α Aqr (cele două mai strălucitoare din „cap”), se urcă apoi ~15° la α Equ (Kitalpha), aflată în sudul micii constelații.
Se poate repera mica pereche de stele δ Equ (la est) și γ Equ (la vest), în nordul grupului, prin aliniamentul pe care-l formează urcând spre piciorul Pegasului (ε Peg), situat ~7° mai la est.
Restul constelației Calul Mic este abia vizibil și fără formă deosebită.

Vizibilitatea nocturnă a constelației.

## Obiecte cerești

### Stele principale
| B | F  | Numele sau alte nume | Magnitudinea | Depărtare de Terra ani-lumină | Clasă spectrală |
| - | -- | -------------------- | ------------ | ----------------------------- | --------------- |
| α | 8  | Kitalpha             | 3,92m        | 186                           | G0 III          |
| δ | 7  |                      | 4,49m        | 55                            | F7 V            |
| γ | 5  |                      | 4,69m        | 120                           | F0 IV           |
| β | 10 |                      | 5,16m        |                               |                 |
| ε | 1  |                      | 5,23m        | 150                           | F5 + F7         |
|   | 3  |                      | 5,61m        |                               |                 |
|   | 9  |                      | 5,82m        |                               |                 |
|   | 4  |                      | 5,94m        |                               |                 |
|   | 6  |                      | 6,07m        |                               |                 |
| λ | 2  |                      | 5,94m        |                               |                 |

#### Alpha Equulei
α  Equulei este cea mai luminoasă stea din constelația Calul Mic; se găsește la 186 de ani-lumină de Sistemul Solar. Numele tradițional Kitalpha este o contragere a unei sintagme din limba arabă veche, قطعة الفرس (transcris: Qit'at al Faras), care semnifică „parte a calului”.
Este o gigantă galbenă cu o magnitudine de 3,92. Este și o stea dublă: companionul său este o stea albă care orbitează la distanța de 0,7 ua, în 99 de zile.

#### Alte stele
- δ Equulei, de magnitudine aparentă 4,49, este o stea dublă spectroscopică. Cele două componente ale sale orbitează una în jurul celeilalte în 5,713 ani, la distanța medie de 4,3 ua. Este situată la 60 de ani-lumină de Terra.
- γ Equulei  este o gigantă galbenă de magnitudine aparentă de 4,70 și se află la distanța de circa 115 ani-lumină de Sistemul Solar.

### Nebuloase,roiuri de stele,galaxii
Prin talia sa mică și prin luminozitatea ei relativ redusă, constelația Calul Mic nu conține multe obiecte cerești. Totuși, conține galaxiile NGC 7015, NGC 7040, NGC 7045 și NGC 7046.